# Hermann-Josef Tenhagen

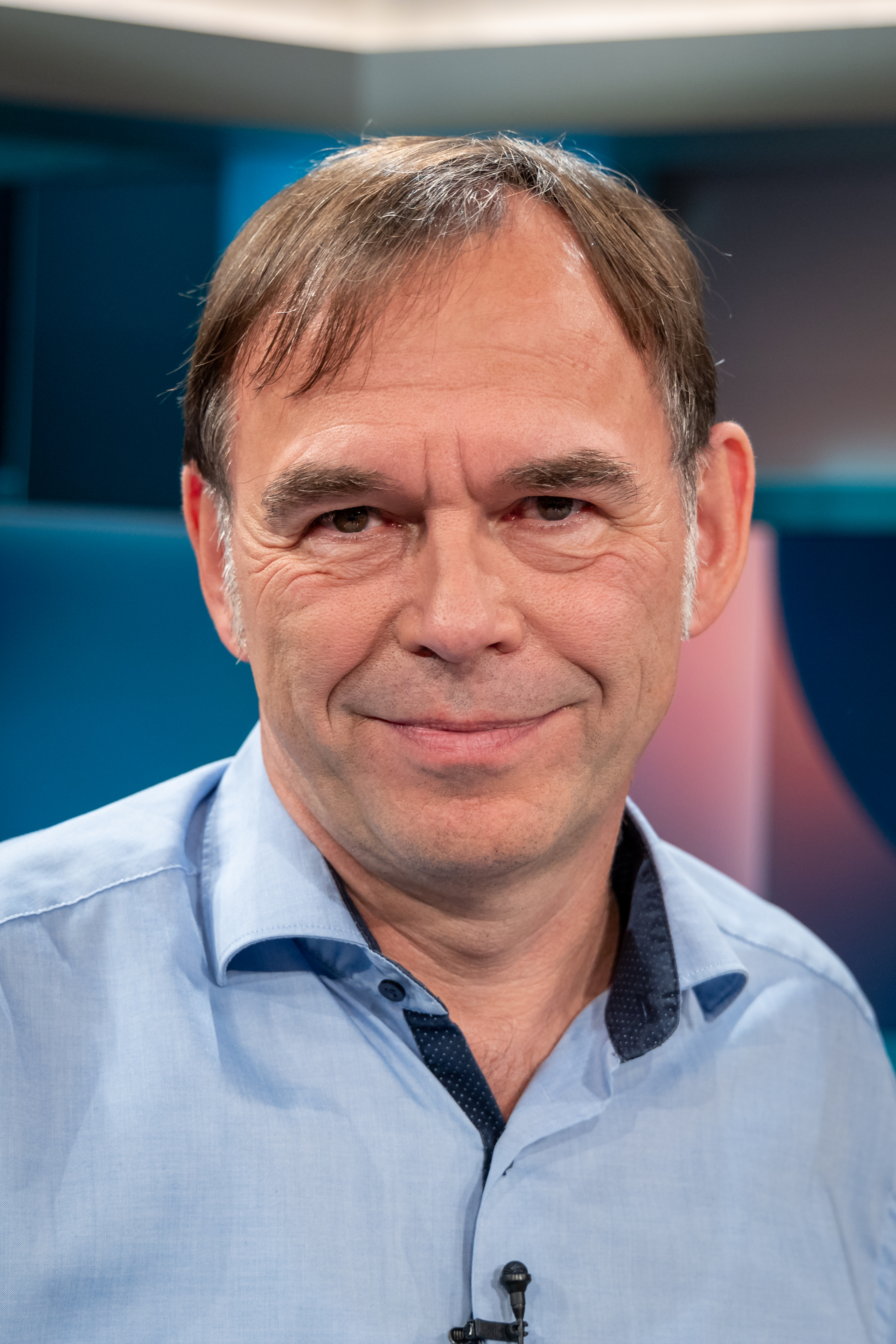
Hermann-Josef Tenhagen (2024)

Hermann-Josef Tenhagen (* 22. Januar 1963 in Wesel) ist ein deutscher Wirtschaftsjournalist. Er war ab 1999  Chefredakteur der Zeitschrift Finanztest und ist seit Oktober 2014 Chefredakteur des Geld-Ratgebers Finanztip.

## Leben
Tenhagen wuchs in Hamminkeln-Havelich am Niederrhein auf. Nach seinem Abitur, das er 1982 im Konrad-Duden-Gymnasium Wesel ablegte, absolvierte Tenhagen seinen Zivildienst im Kloster Haus Aspel nahe Rees. Erste Erfahrungen im Journalismus sammelte er als freier Mitarbeiter der Rheinischen Post.
Von 1984 bis 1986 studierte Tenhagen Politikwissenschaft, Volkswirtschaftslehre, Literaturwissenschaft und Pädagogik an der Rheinischen Friedrich-Wilhelm-Universität in Bonn. Von 1987 bis 1988 verbrachte er ein Jahr an einem Graduiertenkolleg der baptistischen Baylor University in Waco, Texas, in den USA. An der Freien Universität Berlin machte Tenhagen sein Diplom in Politikwissenschaften.
Von 1988 bis 1990 arbeitete er u. a. als Praktikant und freier Mitarbeiter für die Nachrichtenagentur AP. 1990 ging Hermann-Josef Tenhagen kurzzeitig zurück nach Nordrhein-Westfalen; während dieser Zeit arbeitete er für Lokalradios in Dortmund und Gelsenkirchen-Buer. Von 1991 bis 1994 arbeitete Tenhagen als Umweltredakteur für die taz in Berlin. 1992 gründete er dort das Ressort „Wirtschaft und Umwelt“ mit. Danach ließ er sich ein Jahr von der taz beurlauben, um als Sprecher des „Klimaforums ’95“ – der gemeinsamen Koordinierungs- und Informationsstelle deutscher Umweltorganisationen – die Aktivitäten von Nichtregierungsorganisationen während des ersten Welt-Klima-Gipfels 1995 in Berlin zu organisieren. Von 1995 bis 1998 arbeitete Tenhagen erneut bei der taz; diesmal als Ressortleiter „Wirtschaft und Umwelt“ und die letzten beiden Jahre auch als stellvertretender Chefredakteur. 1998 wechselte Tenhagen als Nachrichtenchef zur Badischen Zeitung nach Freiburg im Breisgau. Dort blieb er ein Jahr, bis er 1999 als Chefredakteur zur Zeitschrift Finanztest der Stiftung Warentest wechselte, dem größten unabhängigen Verbraucher-Finanzmagazin Deutschlands. Seit 2006 ist Tenhagen Experte für Finanz- und  Verbraucherthemen im ARD-Morgenmagazin. Seit Oktober 2014 ist er Chefredakteur und Geschäftsführer bei Finanztip, einem unabhängigen Geld-Ratgeber, der seine Leser mit einem wöchentlichen Newsletter über aktuelle Verbraucherthemen informiert.

## Mandate und Mitgliedschaften
Hermann-Josef Tenhagen ist seit 2012 als Nachfolger von Hubertus Primus Mitglied in der Jury des Helmut-Schmidt-Journalistenpreises.
Tenhagen ist Mitglied im Aufsichtsrat der taz-Genossenschaft sowie im Aufsichtsrat des Greenpeace e.V.

## Auszeichnungen
- 2008: zweiter Platz Journalist des Jahres in der Kategorie Wirtschaft

„Begründung der Jury: … weil er es wie kaum ein anderer der vielen Finanzexperten verstand, den Crash des Marktes mit ebenso klugen wie verständlichen Worten zu erklären. Seine ruhigen und glaubwürdigen Analysen, die ihn zu einem der meistgefragten Finanzexperten im Herbst 2008 machten, trugen erheblich dazu bei, dass eine Bankenpanik vermieden werden konnte.“

- 2009: zweiter Platz als Wirtschaftsjournalist des Jahres in der Kategorie Redaktionsleitung des Magazins Wirtschaftsjournalist
- 2013: Wirtschaftsjournalist des Jahres in der Kategorie „Verbraucher und Finanzen“ des Magazins Wirtschaftsjournalist
- 2015: Wirtschaftsjournalist des Jahres in der Kategorie „Verbraucher und Finanzen“ des Magazins Wirtschaftsjournalist
- 2018: Wirtschaftsjournalist des Jahres in der Kategorie „Verbraucher und Finanzen“ des Magazins Wirtschaftsjournalist
- 2021: Wirtschaftsjournalist des Jahres in der Kategorie „Verbraucher und Finanzen“ des Magazins Wirtschaftsjournalist[7]

## Veröffentlichungen
- Agrarbündnis (Herausgeber): Landwirtschaft 98 – Der kritische Agrarbericht. 1998, ISBN 3-930413-15-9.
- Mechthild Blum, Thomas Nesseler (Herausgeber): Epochenende – Zeitenwende. 1999, ISBN 3-7930-9217-8.
- Stiftung Warentest (Herausgeber): Sicher anlegen in der Krise. Dezember 2008, ISBN 978-3-86851-307-3.
- Wer schlunzt, macht PR in: netzwerk recherche Werkstatt. Band 5 Kritischer Wirtschaftsjournalismus. Wiesbaden Mai 2007.
- Gabriele Reckinger, Volker Wolff (Herausgeber): Finanzjournalismus. Konstanz, April 2011, ISBN 978-3-86764-253-8.
- Ines Pohl (Herausgeber): 50 einfache Dinge, die Sie tun können, um die Gesellschaft zu verändern. Frankfurt/Main 2011, ISBN 978-3-938060-34-6.
- Wissenschaftlicher Beirat beim Bund der Versicherten (Herausgeber): Private Altersvorsorge/Berufsunfähigkeitsversicherung/Berichte aus der Praxis/Quotensystem/Aufsichtssystem. Baden-Baden 2013, ISBN 978-3-8329-7591-3.
- Karlheinz Sonntag (Herausgeber): Von Lissabon bis Fukushima – Folgen von Katastrophen. Heidelberg 2013, ISBN 978-3-8253-6177-8.
- Wissenschaftlicher Beirat beim Bund der Versicherten (Herausgeber): Statustransparenz bei Versicherungsvermittlern/Rechtswidrige Versicherungsbedingungen/Rückwirkende Vertragsanpassung. Baden-Baden 2014, ISBN 978-3-8487-0757-7.
- Hermann-Josef Tenhagen: Das Finanztip-Buch: Wie Sie mit wenig Aufwand viel Geld sparen. Berlin 2017, ISBN 978-3-430-20231-2.
- Hermann-Josef Tenhagen: Online-Journalisten können die Fragen der Menschen besser erkennen und deswegen besser beantworten. Warum ein Online-Verbraucherportal im Vorteil ist. In: Claudia Mast, Klaus Spachmann und Katherina Georg (Hrsg.): Kompass der Wirtschaftskommunikation. Themeninteressen der Bürger – Bewertungen der publizistischen Leistungen von Politik, Unternehmen und Journalismus, Herbert von Halem Verlag, Köln 2017, ISBN 978-3-7445-1120-9, S. 231–235.